# Mareşal (Turquía)
Mareşal (literalmente mariscal), es el rango militar más alto del ejército turco y la Fuerza Aérea de Turquía. El título correspondiente a la Armada turca es büyükamiral. Una diferencia notable diferencia con otro rango es que el título de mareşal no se puede levantar con el retiro ni ganarse como honor de guerra. Este rango superior se ofrece durante la guerra, y se debe dar a un militar con el rango mínimo de general o sobre la base de las leyes del Parlamento a los oficiales con el rango de Almirante.

## Etimología
La palabra turca mareşal proceda de la palabra francesa maréchal. Maréchal (comandante) tiene un origen latino a partir de la palabra mariscalcus. Mariscalcus ha derivado generalmente al alemán antiguo componiendo palabras elativas a la caballería y el ejército.